# Multipla endokrina neoplazija tip 1
Multipla endokrina neoplazija tip 1 (MEN-1) ili Vermerov sindrom jedan јеod tumora iz grupe multiplih endokrinih neoplazija, koji utiču na endokrini sistem razvojem neoplazijskih lezija u hipofizi, paratiroidnoj žlijezdi i gušterači.
MEN 1 se nasleđuje autosomno dominantno, tako da dete obolelog roditelja ima 50% šanse da nasledi predisponirajući gen.
Multipla endokrina neoplazija tip 1 ima nekoliko specifičnih karakteristika. Prva je da je multicentričan unutar jednog organa, budući da svaka od endokrinih ćelija unutar zahvaćenog organa može biti neoplastično transformisana. Duruga karakteristika je da je početna lezija hiperplazija, koju prate adenomatozne ili karcinomatozne promene. Takođe je karakteristično za MEN-1 da se kod iste osobe mogu istovremeno javiti sve tri patoanatomske promene.

## Epidemiologija
Nasumične postmortem studije pokazuju prevalenciju višestruke endokrine neoplazije tipa 1 (MEN1) od 0,25%. Međutim, kod pacijenata sa kliničkim manifestacijama povezanim sa MEN1, kao što je primarni hiperparatiroidizam, prijavljena prevalencija je 1-18%. Od 16-38% pacijenata sa jednim ili više gastrinoma ima MEN1, a 3% pacijenata sa tumorima hipofize ima MEN1.
Gen MEN1 ima visoku penetraciju. Do 20 godina, gen je 50% penetrantan, a do 40 godina 95% penetrant.
Pacijenti mlađi od 5 godina nisu identifikovani kao oni koji manifestuju tipične karakteristike povezane sa statusom nosioca gena MEN1, pa je stoga gen verovatno nepenetrantan pre ovog uzrasta.

### Mortalitet/morbiditet
Pacijenti sa višestrukom endokrinom neoplazijom tipa 1 (MEN1) imaju skraćen životni vek, sa 50% verovatnoćom smrti do 50 godina. Polovina smrti je direktno posledica malignog procesa ili posledica endokrinog poremećaja. U holandskoj studiji, medijana preživljavanja kod pacijenata sa identifikovanom mutacijom u genu MEN1 procenjena je na 73 godine, u odnosu na 87 godina kod pacijenata sa negativnim mutacijama kojima je dijagnostikovana na osnovu dve od tri glavne MEN1 manifestacije (primarni hiperparatiroidizam, duodenopankreasni neuroendokrini tumori i tumori hipofize).
Maligni neuroendokrini tumori pankreasa i karcinoidni tumori timusa povezani su sa značajnim povećanjem rizika od smrti kod MEN1 pacijenata. U studiji pacijenata koji su bili podvrgnuti resekciji neuroendokrinog tumora pankreasa povezanog sa MEN1, van Beek i saradnici su izvestili da je stopa preživljavanja bez metastaza u jetri bila značajno niža kod pacijenata sa nefunkcionalnim tumorima nego kod pacijenata sa insulinomima; procenjene 10-godišnje stope su bile 63% naspram 87%.
Obrazloženje za agresivni pristup nadzora kod pacijenata sa MEN1 i asimptomatskih nosilaca zasnovano je na pretpostavci da rano pre-simptomatsko otkrivanje MEN1 neoplazija može smanjiti pridruženi mortalitet.
Pojedinci sa MEN1 prijavljuju visok stepen finansijskog opterećenja, negativne finansijske događaje i nezaposlenost. Svi ovi faktori su bili povezani sa lošijim kvalitetom života u vezi sa zdravljem. Perzistentna hiperkalcemija nakon operacije paratiroidne žlezde bila je povezana sa višim nivoima anksioznosti, depresije, umora i smanjenog društvenog funkcionisanja. Pacijenti sa dijagnozom u mlađoj dobi (< 45 godina) prijavili su lošije fizičko i socijalno funkcionisanje.

### Demografija vezana za rasu, pol i uzrast
Nisu pronađene nikakve rasne razlike. Incidencija između žena i muškaraca je približno jednaka.
Aspekti MEN1 vezani za uzrast uključuju sledeće:
- Najveća incidencija simptoma kod MEN1 je tokom treće decenije života kod žena i tokom četvrte decenije života kod muškaraca. Prijavljeni starosni raspon je 5-81 godina.

- Hiperparatiroidizam, najčešća karakteristika kod MEN1, javlja se u ranijoj dobi (20-25 godina) nego kod pacijenata koji nisu MEN1 (55 godina).

- Gastrinomi povezani sa MEN1 obično se razvijaju nakon 30 godina.

- Inzulinomi povezani sa MEN1 tipično se javljaju kod onih mlađih od 40 godina, ali mnogi se javljaju kod pacijenata mlađih od 20 godina.

- Tumori hipofize i neuroendokrini tumori mogu se javiti već u dobi od 5 godina.

U studiji de Laata i saradnika, srednja starost za razvoj prve glavne manifestacije MEN1 bila je 10 godina kasnije kod pacijenata sa negativnim mutacijama nego sa pozitivnim na mutacije.

## Etiologija
MEN 1 je uzrokovan defektom gena koji nosi kod za protein koji se zove menin. Stanje uzrokuje pojavu tumora različitih žlezda kod iste osobe, ali ne nužno u isto vreme.
Poremećaj se može javiti u bilo kom uzrastu i podjednako pogađa muškarce i žene. Porodična istorija ovog poremećaja povećava rizik.

### Genetika
Osobe sa višestrukom endokrinom neoplazijom tipa 1 rađaju se sa jednom mutiranom kopijom gena MEN1 u svakoj ćeliji. Zatim, tokom života, druga kopija gena mutira u malom broju ćelija. Ove genetičke promjene dovode do toga da nema funkcionalnih kopija gena MEN1 u odabranim ćelijama, omogućavajući ćelijama da se dijele uz malu kontrolu i formiraju tumore. Ovo je poznato kao Knudsonova hipoteza o dva pogotka i to je uobičajena karakteristika koja se vidi kod inherentnih defekata u genima za supresiju tumora. Onkogeni mogu postati neoplazijski, uz samo jednu aktivirajuću mutaciju, ali tumorski supresori naslijeđeni i od majke i od oca moraju biti oštećeni prije nego što izgube svoju efikasnost. Izuzetak od „hipoteze dva pogotka” nastaje kada supresorski geni pokazuju doza-odgovor, kao što je ATR. Tačna funkcija MEN1 i proteina, menina, koji proizvodi ovaj gen nije poznata, ali sukladno pravilu nasljeđivanja po „hipotezi o dva pogotka” ukazuje da djeluje kao supresor tumora.

## Klinička slika
Klinička slika je polimorfna, ali je najčešće prisutna simptomatologija hiperplazije endokrinog pankreasa (gušterače), hipofize, nadbubrega i ređe štitaste žlezde.

### Neoplazme endokrinih ostrvaca gušterače
Tumori ćelija ostrvaca gušterače koji se javljaju kod 60-80% osoba sa MEN-1 i obično su multicentrični, i glavni su uzrok smrti kod bolesnika sa MEN-1.
Često se javljaju višestruki adenomi ili difuzna hiperplazija ćelija ostrvaca gušterače. Oko 30% tumora je maligno i ima lokalne ili udaljene metastaze. Otprilike 10-15% tumora ćelija ostrvaca potiče od β-ćelija, koje luče insulin (insulinom) i mogu izazvati hipoglikemiju natašte. Tumori β-ćelija su češći kod pacijenata mlađih od 40 godina.
Većina tumora ćelija ostrvaca gušterače luči polipeptide gušterače, čiji klinički značaj nije poznat. Gastrin luče mnogi tumori koji nisu β-ćelijski (povećano lučenje gastrina kod MEN 1 također često potiče iz duodenuma). Povećano lučenje gastrina povećava želučanu kiselinu, što može inaktivirati pankreasnu lipazu, izazivajući dijareje i steatoreje (mastan izmet). Povećano lučenje gastrina takođe dovodi do peptoznih ulkusa kod > 50% pacijenata MEN 1. Ulkusi su obično višestruki ili atipski po lokaciji, i često krvare, perforiraju ili postaju začepljeni. Peptički ulkus može biti neizlječiv i komplikovan. Među pacijentima koji imaju Colinger—Elisonov sindrom, 20% do 60% ima MEN 1.
Može se razviti teška sekretorna dijareja i uzrokovati gubitak tekućine i elektrolita kod tumora koji nisu β-ćelije. Ovaj kompleks, koji se naziva sindrom vodene dijareje, hipokalemije i ahlorhidrije pripisuje se vazoaktivnom intestinalnom polipeptidu, iako drugi crevni hormoni ili sekretagozi (uključujući prostaglandine) mogu doprineti.
Kod tumora koji nisu β-ćelijski tumori ponekad se javljaju hipersekrecija glukagona, somatostatina, hromogranina ili kalcitonina, ektopijska sekrecija ACTH što rezultuje Kušingovim sindromom i hipersekrecija somatotropin-oslobađajućeg hormona (uzrokujući akromegaliju) Sve ovo je retko kod MEN 1.
Nefunkcionalni tumori pankreasa se također javljaju kod pacijenata sa MEN 1 i mogu biti najčešći tip pankreatoduodenumskog tumora u MEN 1. Veličina nefunkcionalnog tumora je u koleraciji sa rizikom od metastaza i smrti.

### Tumori hipofize
Tumori hipofize javljaju se u 15% do 42% pacijenata MEN 1. Od 25% do 90% su prolaktinomi. Oko 25% tumora hipofize luči hormon rasta ili hormon rasta i prolaktin. Višak prolaktina može uzrokovati galaktoreju, a višak hormona rasta uzrokuje akromegaliju koja se klinički ne razlikuje od sporadične akromegalije. Oko 3% tumora luči ACTH, što uzrokuje Kušingovu bolest. Većina preostalih je nefunkcionalna. Lokalna ekspanzija tumora može uzrokovati smetnje vida, glavobolje i hipopituitarizam. Čini se da su tumori hipofize kod pacijenata MEN 1 veći i ponašaju se agresivnije od sporadičnih tumora hipofize.

### Hiperparatireoidizam
Hiperparatireoidizam (lat. hyperparathyreoidismus) koja je prisutna kod ≥ 90% pacijenata, najčešće se karakteriše asimptomskom hiperkalcemijom, kaja je u oko 25% pacijenata sa znacima kamaena u bubregu ili nefrokalcinoze.
Za razliku od sporadičnih slučajeva hiperparatireoze, difuzna hiperplazija ili višestruki adenomi su češći od solitarnih adenoma.

### Ostale manifestacije
Kod pacijenata MEN 1 povremeno se javljaju i adenomi nadbubrežne žlijezde. Kao posljedica toga, lučenje hormona rijetko se mijenja, a značaj ovih abnormalnosti je neizvjestan. Karcinoidni tumori, posebno oni koji potiču iz embrionskog prednjeg crijeva (pluća, timus), javljaju se u izolovanim slučajevima. Mogu se pojaviti i višestruki potkožni i visceralni lipomi, angiofibromi i kolagenomi.

## Dijagnoza
U dijagnostičkom pregledu osoba s kombinacijom endokrinih neoplazija koje sugeriraju na MEN1 sindrom preporučuje se mutacijska analiza gena MEN1 ako su dodatni dijagnostički kriteriji dovoljno ispunjeni, uglavnom uključujući:
- starost < 40 godina
- pozitivna porodična anamneza
- Multifokusna ili rekurentna neoplazija
- Pogođena su dva ili više organskih sistema

### Tipovi
Višestruka endokrina neoplazija ili MEN dio je grupe poremećaja koji utiču na tjelesnu mrežu žlijezda koje proizvode hormone (endokrini sistem). Hormoni su hemijski glasnici koji putuju kroz krvotok i regulišu funkciju ćelija i tkiva u celom organizmu. Višestruka endokrina neoplazija uključuje tumore u najmanje dve endokrine žlezde; tumori se mogu razviti i u drugim organima i tkivima. Ove izrasline mogu biti nekancerozne (benigne) ili kancerogene (maligne). Ako tumori postanu kancerozni, neki slučajevi mogu biti opasni po život.
Dva glavna oblika višestruke endokrine neoplazije nazivaju se tip 1 i tip 2. Ova dva tipa se često brkaju zbog sličnih naziva. Međutim, tip 1 i tip 2 razlikuju se po uključenim genima, tipovima proizvedenih hormona i karakterističnim znacima i simptomima.
Ovi poremećaji uveliko povećavaju rizik od razvoja višestrukih kancerogenih i nekanceroznih tumora u žlijezdama kao što su paratireoidea, hipofiza i gušterača. Multipla endokrina neoplazija nastaje kada se tumori nađu u najmanje dvije od tri glavne endokrine žlijezde (paratiroidna, hipofizna i pankreasna—duodenum). Tumori se mogu razviti iu drugim organima i tkivima osim endokrinih žlijezda. Ako tumori postanu kancerozni, neki slučajevi mogu biti opasni po život. Poremećaj pogađa 1/30.000 ljudi.
Iako su mnogi različiti tipovi tumora koji proizvode hormone povezani s višestrukom endokrinom neoplazijom, tumori paratireoidne žlijezde, hipofize i pankreasa su najčešći kod višestruke endokrine neoplazije tipa 1. Ovdje je ukratko opisana prekomjerna aktivnost ova tri endokrina organa povezana s MEN1. :
Prekomerna aktivnost paratireoidne žlijezde (hiperparatireoidizam) je najčešći znak ovog poremećaja. Hiperparatireoza narušava normalnu ravnotežu kalcija u krvi, što može dovesti do kamenca u bubregu, stanjivanja kostiju (osteoporoza), visokog krvnog pritiska (hipertenzija), gubitka apetita, mučnina, slabosti, umora i depresija.
Neoplazma u hipofizi može se manifestovati kao prolaktinom, pri čemu se izlučuje previše prolaktina, potiskujući oslobađanje gonadotropina, uzrokujući smanjenje polnih hormona kao što je testosteron. Tumor hipofize kod MEN1 može biti velik i uzrokovati znakove kompresijom susjednih tkiva.
Tumori gušterače povezani sa MEN-1 obično se formiraju u beta-ćelijama Langerhansovih otočića, uzrokujući prekomjerno lučenje insulina, što rezultira niskim nivoom glukoze u krvi (hipoglikemija). Međutim, mnogi drugi tumori Langerhansovih otočića pankreasa mogu se pojaviti kod MEN-1. Jedan od njih, koji uključuje alfa-ćelije, uzrokuje prekomjerno lučenje glukagona, što rezultira klasičnom trijadom visokog nivoa glukoze u krvi (hiperglikemija), osipom koji se naziva nekrolitski migratorni eritem i gubitak težine. Gastrinom uzrokuje prekomjerno lučenje hormona gastrina, što izaziva prekomjernu proizvodnju kiseline u ćelijama želuca koje proizvode kiselinu (parijetalne ćelije) i konstelacijom poznatih posljedica kao Zollinger-Ellisonov sindrom. Colinger—Elisonov sindrom može uključivati teške čireve na želucu, bol u trbuhu, gubitak apetita, hroničnu dijareju, pothranjenost i naknadni gubitak težine.

## Dijagnostička razmatranja
Hiperparatireoza kod višestruke endokrine neoplazije tipa 1 (MEN1) mora biti odvojena od drugih porodičnih oblika hiperkalcemije, uključujući porodičnu hiperplaziju paratireoze i porodični adenomatozni hiperparatireoidizam. Porodična hipokalciurska hiperkalcemija takođe može imati sličnu prezentaciju. Ova poslednja 2 sindroma nemaju manifestacije od strane gušterače ili hipofize.
Druga stanja osim Colinger—Elisonovog sindroma koja su povezana sa povišenim nivoima gastrina u serumu uključuju sledeće:
- Zadržani antrum želuca
- Opstrukcija izlaza želuca
- Hiperkalcemija
- Masivna resekcija tankog creva
- Atrofični gastritis
- Terapija inhibitorima protonske pumpe

Pacijenti sa Colinger—Elisonovim sindromom povezanim sa MEN1 su u proseku 10 godina mlađi od onih sa sporadičnim slučajevima u vreme postavljanja dijagnoze.
Colinger—Elisonov sindrom treba razmotriti kod pacijenata sa MEN1 sa novim digestivnim simptomima, uključujući tečnu stolicu, posebno kada dijareja brzo nestane kada se koristi terapija inhibitorima protonske pumpe (PPI), epigastrični bol i znaci GERB-a bez teškog ezofagitisa ili sitnih erozija duodenuma na gastroskopiji.

### Diferencijalne dijagnoze[15]
- Ahlorhidrija
- Karcinoidni tumori pluća
- Insulinom
- Karcinoidni tumor creva
- Neuroendokrini tumori
- Peptička ulkusna bolest
- Primarni hiperparatiroidizam
- Prolaktinom
- Colinger—Elisonov sindrom

## Terapija
Lečenje tumora paratireoidne žlezde je otvorena bilateralna eksploracija sa subtotalnom (3/4) ili totalnom paratiroidektomijom.
Autoimplantacija može se razmotriti u slučaju totalne paratireoidektomije. Optimalno vreme za ovu operaciju još nije utvrđeno, ali bi je trebao izvesti iskusan endokrini hirurg. Hirurška intervencija zbog hiperpaiatireoidizma u MEN 1 je indikovana u slučajevima kada bolesnik ima povišene vrednosti kalcijuma (> 3 mmol/l), nefrolitijazu sa kalcijumskim kamenovima i koštanomišične manifestacije hiperparatireoidizma. Dodatni razlog za korekciju hiperkalcemijc u MEN 1 jeste činjenica da ona dovodi uo stimulacije lučenja gastrina i razvoja Colinger—Elisonovog sindroma u MEN 1.
Postoje dva hirurška pristupa u korckciji hiperparatireoidizma u MEN 1 prvi jc kompletnaparatireoidektomija i implantacija dcla odstranjenog tkiva žlezdi u nadlaklicu, a drugi je uklanjanje trećine i polovine žlezdc sa obeležavanjem preostalog tkiva paraiireoidne žlezde radi eventualnog naknadnog uklanjanja.
Tumori endokrinog dela gušterače leče se operativno i citotoksičnim lekovima u slučaju maligne bolesti. U slučaju postojanja pankreasnih tumora koji luče insulin, glukagon, VIP, GIIKH i CRH vrši se hirurško odstranjenje jer dosadašnja medikamentozna terapija nije dala zadovoljavajuće rezultate. Za razliku od navedenih u Colinger—Elisonovom sindromu može biti tretiran dvojako: medikamentozno (primenom H9 receptorskih antagonista: cimetidin ili ranitidin ili inhibitorom H+, {C+’ATP-aze: omeprazolom) čime se blokira sklonost ka razvoju ulkusa ili hirurški, odstranjenjem tumora (obično u slučajevima solitamog tumora). Za multiple tumore u Colinger—Elisonovom sindromu ili one sa metastazama u jetri, preporučuje se navedena medikamentozna terapija. U porodicama kod kojih postoji visoka učestalost malignih tumora sa smrtnim ishodom, preporučuje se totalna pankreatektomija radi prevencije razvoja metastaza.
Tumori hipofize leče se operacijom (akromegalija i Kušingovim sindrom) ili lekovima (prolaktinom), najčešće primenom bromokriptina.. Hirurško uklanjanje tumora, najčešće transfenoidalnim putem, se primenjuje kod tumora koji sekretuju hormon rasta i dovode do akromegalije; kod tumora koji sekretuju ACTH i dovode do Kušingove bolesti, kao i kod nefunkcionalnih tumora hipofize koji sekretuju alfa-subjedinicu.

## Prognoza
Tumori hipofize i paratiroidne žlezde su obično nekancerozni (dobroćudni lil benigni), ali neki tumori pankreasa mogu postati kancerogeni (zloćudni ili maligni) i proširiti se na jetru. Ovo može smanjiti očekivani životni vek.
Simptomi peptičkog ulkusa, nizak nivo šećera u krvi, višak kalcijuma u krvi i disfunkcija hipofize obično dobro reaguju na odgovarajući tretman.

## Komplikacije
Tumori se mogu stalno vraćati. Simptomi i komplikacije zavise od toga koje su žlezde zahvaćene.

## Literatura
- Newey PJ, Thakker RV. Multiple endocrine neoplasia. In: Melmed S, Auchus RJ, Goldfine AB, Koenig RJ, Rosen CJ, eds. Williams Textbook of Endocrinology. 14th ed. Philadelphia, PA: Elsevier; 2020:chap 42.

- Nieman LK, Spiegel AM. Polyglandular disorders. In: Goldman L, Schafer AI, eds. Goldman-Cecil Medicine. 26th ed. Philadelphia, PA: Elsevier; 2020:chap 218.

- Thakker RV. Multiple endocrine neoplasia type 1. In: Jameson JL, De Groot LJ, de Kretser DM, et al, eds. Endocrinology: Adult and Pediatric. 7th ed. Philadelphia, PA: Elsevier Saunders; 2016:chap 148

## Spoljašnje veze
|  | Molimo Vas, obratite pažnju na važno upozorenje u vezi sa temama iz oblasti medicine (zdravlja). |